# Thuraya 1
Thuraya 1 era un satellite per telecomunicazioni. È stato il primo satellite degli Emirati Arabi Uniti.
Il satellite, con una massa al lancio di 5.108 Kg, è stato costruito dalla Boeing per conto della Thuraya, un consorzio di operatori di telefonia dei Paesi arabi che ha la sede principale a Dubai. Il lancio è stato effettuato con successo il 21 ottobre 2000 con un razzo vettore Zenit-3SL dalla piattaforma di lancio galleggiante Odyssey di Sea Launch. Il satellite, posto in orbita geostazionaria, è stato in funzione fino al maggio 2007, quando è stato ritirato e posto in orbita cimitero.